# Comparative Studies in Society and History
Comparative Studies in Society and History es una revista científica arbitrada de historia que ha sido publicada desde 1958. Es editada por Cambridge University Press en nombre de la Society for Comparative Study of Society and History.
Tiene como objetivo reunir investigación multidisciplinaria en estudios culturales y teoría, especialmente, en antropología, historia, ciencia política y sociología.